# Отнесени
„Отнесени“ (на английски: Flushed Away) е американско-британски анимационен приключенски комедиен филм от 2006 г., режисиран от Сам Фел и Дейвид Бауърс, продуциран от Сесил Креймър, Дейвид Спрокстън и Питър Лорд, със сценарий от Дик Клемънт, Иън Ла Френас, Крис Лойд, Джо Кийнън и Уил Дейвис. Това е третият и последен филм на „Дриймуъркс Анимейшън“, продуциран съвместно с „Ардман Фийчър“, след „Бягството на пилето“ (2000) и „Уолъс и Громит: Проклятието на заека“ (2005), както и първият на „Ардман“, създаден чрез компютърно генерирани изображение, а не чрез стоп моушън технология. Филмът е озвучен от Хю Джакман, Кейт Уинслет, Иън Маккелън, Шейн Ричи, Бил Най, Анди Съркис и Жан Рено. Историята разказва за разглезения декоративния плъх Роди Джеймс, който е пуснат в тоалетната в апартамента си в Кенсингтън от канализационния плъх Сид. В канализацията Роди се сприятелява с женския плъх Рита. За да се върне у дома, той трябва да избяга от зловеща жаба и нейните плъхове.